# 垃圾不分藍綠
垃圾不分藍綠是源自2016年11月台北市市長柯文哲在台北市議會進行臺北市政府環境保護局代燒雲林縣垃圾專案報告時，中國國民黨台北市議員汪志冰質疑雲林縣垃圾偷運至台北市焚燒，柯文哲回應「垃圾不分藍綠」。

## 後續影響
2016年12月，《遠見雜誌》針對臺灣垃圾問題刊登深度報導〈垃圾風暴 政府沒說的三大祕密〉，指出包含這次汪志冰質疑的雲林縣在內的八縣市，因沒有焚化廠、或焚化廠未啟用的關係（見林內焚化爐弊案），垃圾長期均需載運至其他縣市焚燒。而焚化後產生的底渣，亦成為各縣市政府頭痛的問題。
2018年7月5日，柯文哲接受媒體聯訪時表示，自從他講出「垃圾不分藍綠」以後，今年各縣市反而都不找台北市幫忙燒垃圾了。